# Dewoitine D.9
Dewoitine D.9 là một loại máy bay tiêm kích của Pháp, do hãng Dewoitine chế tạo. Hãng Ansaldo của Ý cũng mua giấy phép sản xuất loại máy bay này tại Italy với tên gọi Ansaldo AC.3.

## Quốc gia sử dụng
Bỉ
- Không quân Bỉ

 Ý
- Không quân Italy

 Thụy Sĩ
- Không quân Thụy Sĩ

 Nam Tư
- Không quân Hoàng gia Nam Tư

## Tính năng kỹ chiến thuật
Dữ liệu lấy từ Illustrated Encyclopedia of Aircraft
Đặc tính tổng quan
- Kíp lái: 1
- Chiều dài: 7,30 m (23 ft 11 in)
- Sải cánh: 12,80 m (42 ft 0 in)
- Chiều cao: 3,00 m (9 ft 10 in)
- Diện tích cánh: 25,00 m2 (269,1 foot vuông)
- Trọng lượng rỗng: 945 kg (2.083 lb)
- Trọng lượng cất cánh tối đa: 1.333 kg (2.939 lb)
- Động cơ: 1 × Gnome-Rhône 9Ab Jupiter , 420 kW (560 hp)

Hiệu suất bay
- Vận tốc cực đại: 245 km/h (152 mph; 132 kn) trên mực nước biển
- Tầm bay: 400 km (249 mi; 216 nmi)
- Trần bay: 8.500 m (27.887 ft)
- Vận tốc lên cao: 8,75 m/s (1.722 ft/min)

Vũ khí trang bị

- Súng: 2 x Súng máy Vickers 7,7 mm (0.303 in) 
 2 x súng máy Darne 7,7mm (0.303 in)